# Paraná-mirim
Paraná-mirim é um braço menor, que geralmente não permite ou simplesmente dificulta a navegação de barcos maiores durante a vazante do rio principal.
A região da Bacia Amazônica tem pequenos cursos de água que recebem denominações locais, como furo, igarapé e paraná-mirim
- Furo é a comunicação natural entre dois rios ou entre um rio e uma Lagoa.
- Igarapé é o rio estreito que percorre áreas mais elevadas pelas quais se penetra na mata.
- Paraná-mirim é o braço de rio que contorna ilhas fluviais.